# Lady Jane – Königin für neun Tage
Lady Jane – Königin für neun Tage (Original: Lady Jane) ist ein britisches Kostümdrama aus dem Jahr 1986 unter Regie von Trevor Nunn, mit Helena Bonham Carter in der Titelrolle. Dies war die erste Hauptrolle der bekannten Schauspielerin. Außerdem wirkten einige Mitglieder der Royal Shakespeare Company mit.

## Handlung
Der Tod von König Heinrich VIII. stürzt sein Königreich ins Chaos, da sein Thronerbe, Edward VI. nicht nur minderjährig ist, sondern auch noch sterbenskrank. John Dudley, 1. Duke of Northumberland erwartet den bevorstehenden Tod des jungen, an Schwindsucht leidenden Königs, will dabei jedoch verhindern, dass die katholische Mary auf den Thron kommt. Deshalb verheiratet er seinen Sohn Guilford Dudley mit Lady Jane Grey und bittet den königlichen Leibarzt, den jungen König noch solange am Leben zu halten, bis er Lady Jane Grey als seine Erbin erklärt.
Jane weigert sich vor der Heirat, wird aber durch Prügelstrafen ihrer Eltern gezwungen, die Ehe einzugehen. Anfangs beschließen Jane und Guilford die Ehe als rein zweckdienlich anzusehen. Die beiden verlieben sich jedoch unsterblich ineinander. Nach Edwards Tod wird Jane neue Königin von England. Die Rechtmäßigkeit ihrer Thronbesteigung wird in Frage gestellt, doch in Absprache mit Guilford wendet Jane John Dudley und den anderen den Rücken zu, welche dachten, sie als Marionette benutzen zu können.
Nach nur neun Tagen allerdings wird Jane von ihrem Rat sitzengelassen, eben wegen ihrer reformerischen Pläne für das Land. Ihr Rat wendet sich nun Mary zu, die Jane und Guilford unverzüglich verhaften lässt. Nachdem Janes Vater einen Aufstand anzettelt, um ihr wieder die Krone zu verschaffen, werden Jane, ihr Vater und Guilford auf Marys Befehl schließlich hingerichtet.

## Kritik
„Ein mittelalterliches Drama über die Verfügbarkeit eines hilflosen Individuums, inszeniert als dialogreiches Kammerspiel. Beeindruckend glaubhaft die Hauptdarstellerin.“

## Historische Genauigkeit
Obwohl der Film Lady Jane als frühreife und talentierte Schülerin richtig darstellt, gibt es ein paar historische Abweichungen.
Es wird angenommen, dass Jane und Guilford nicht gut miteinander zurechtkamen und die meiste Zeit ihrer kurzen Ehe getrennt lebten. Nach ihrer Hochzeit kehrte Jane in ihr Elternhaus zurück, wurde später von Guilfords Mutter aber gezwungen, es zu verlassen. Jane ernannte Guilford auch nicht zum König, als sie den Thron bestieg, sondern bot ihm den Titel eines Herzoges an. Daraufhin wollte Guilford den Hof verlassen, was Jane jedoch nicht zuließ, da es der Öffentlichkeit sicher merkwürdig vorgekommen wäre.
Jane war keine gesellschaftliche Reformerin, wie es im Film dargestellt wird.
Mary und Jane hatten eigentlich ein sehr gutes Verhältnis zueinander. Zuerst wollte Mary Jane tatsächlich nicht hinrichten lassen. Mary hatte sogar ihren Beichtvater geschickt, um den Glauben ihrer Cousine zu ändern. Die Bemühungen waren vergebens.
Zur Entscheidung, Jane hinrichten zu lassen, brachte sie erst der Aufstand, der von Janes Vater ausging. Dieser beabsichtigte damit allerdings nicht Janes Sicherheit, sondern wollte viel eher die Vermählung zwischen Mary und Prinz Philipp von Spanien verhindern. Marys Ratgeber hielten Jane daher für eine zu große Gefahr.